# 福井隱綿蟹
福井隱綿蟹（学名：Cryptodromia fukuii），又名福井氏隱綿蟹，为綿蟹科隱綿蟹屬下的一个种。

## 扩展阅读
- 維基物種上的相關：福井隱綿蟹